# Bris

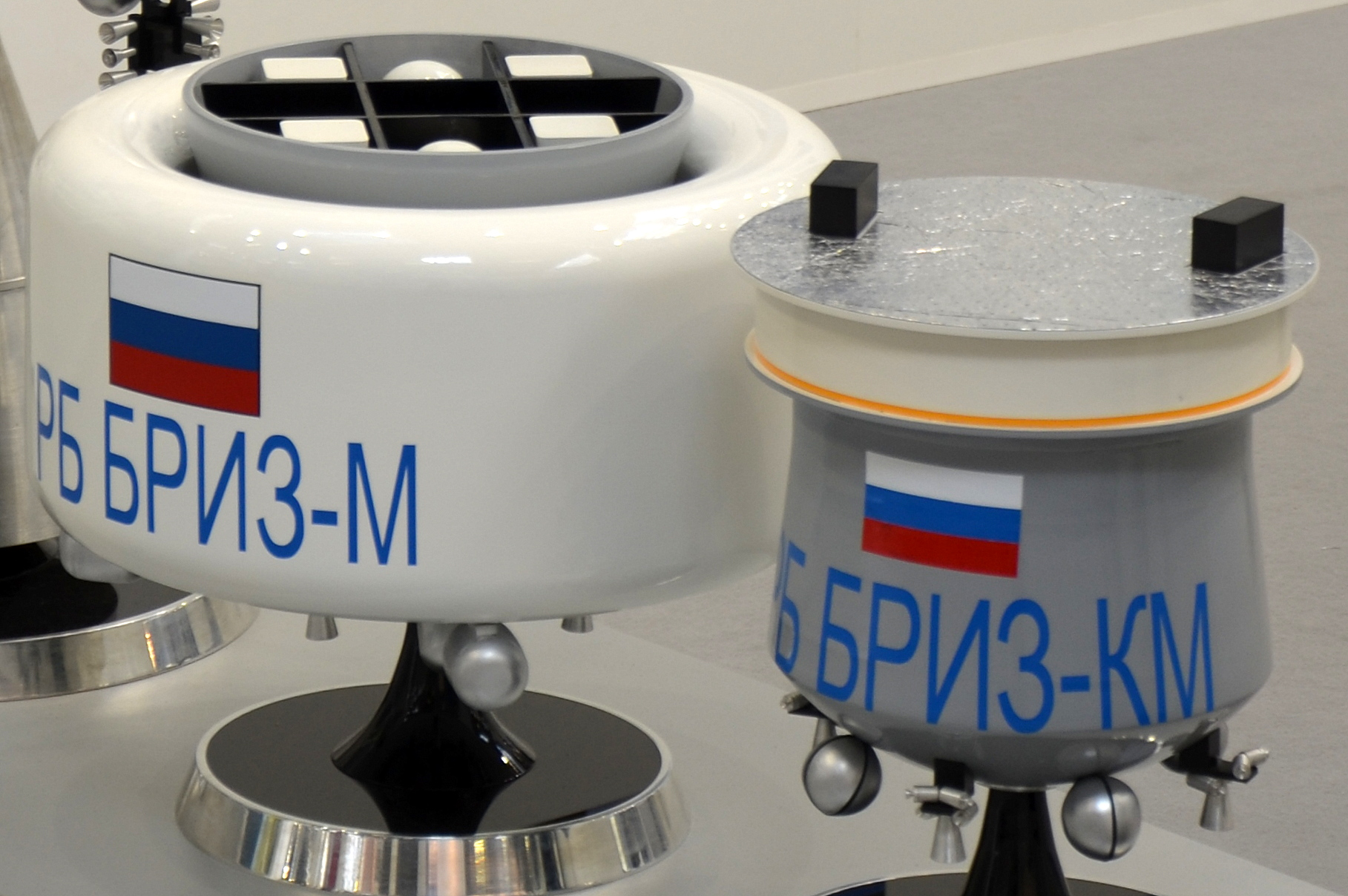
Modelle einer Bris-M (links) und einer Bris-KM (rechts)

Bris (russisch Бриз für Brise) ist der Name einer Reihe von Oberstufen, die bei mehreren russischen Trägerraketen zum Einsatz kommen. Entwickelt wurde sie durch GKNPZ Chrunitschew.

## Bris-K/KM
Bris-K  ist eine Oberstufe für die Rockot. Diese flog als dritte Stufe der Rockot am 20. November 1990 erstmals. Ab 26. Mai 2000 wurde sie durch die Weiterentwicklung Bris-KM ersetzt. Am 8. Oktober 2005 versagte das Steuerungssystem der Stufe, wodurch die Rakete mit dem europäischen Wissenschaftssatelliten CryoSat zurück auf die Erde fiel.

## Bris-M
Bris-M (auch Briz-M/Breeze-M) ist eine Oberstufe für die Proton als Nachfolger von Blok-D. Zukünftig soll sie auch in der Angara zum Einsatz kommen. Die Kosten einer Breeze M betragen etwa 18 Millionen US-Dollar.
Diese vierte Stufe basiert auf der Bris-KM mit dem Triebwerk S5.98M, enthält jedoch einen zusätzlichen abtrennbaren toroidalen Treibstofftank und ein anderes Steuerungssystem von einem anderen Hersteller. Sie war am 5. Juli 1999 zunächst als Bestandteil einer Proton K eingeführt worden. Dies stelle aber nur einen Übergang dar, zu der am 7. April 2001 erstmals geflogenen Proton M, bei der ebenfalls Bris-M zum Einsatz kommt.
Die Bris-M kann einen maximal 6150 kg schweren Satelliten in eine geostationäre Transferbahn bringen, mit einer Restgeschwindigkeit von 1500 m/s zum geosynchronen Orbit. Das Triebwerk kann maximal acht Mal wiedergestartet werden und erlaubt eine präzise Platzierung des Satelliten in der Erdumlaufbahn. Es ist auch möglich, mehrere Satelliten auf einmal in verschiedene Erdumlaufbahnen zu bringen.
Am 28. Februar 2006 sollte eine Proton-M-Trägerrakete den Satelliten BADR-1 in eine Erdumlaufbahn bringen. Dies scheiterte jedoch infolge einer Fehlfunktion der Oberstufe Bris-M. Während BADR-1 am 24. März 2006 durch ein Bremsmanöver in die Erdatmosphäre gebracht wurde, wo er planmäßig verglühte, verblieb die Bris-M-Oberstufe zunächst in einer stark elliptischen Umlaufbahn. Offenbar infolge einer Entzündung des in den Tanks vorhandenen Resttreibstoffs explodierte Bris-M am 19. Februar 2007 in einer Höhe zwischen 8000 und 9000 Kilometern. Das US Space Surveillance Network erfasste in der Woche nach dem Unglück mehr als 1100 Trümmerstücke. Nach Einschätzung von Experten des Europäischen Raumfahrtkontrollzentrums ESOC in Darmstadt handelte es sich hierbei um die schwerwiegendste Freisetzung von Weltraummüll seit Beginn der Raumfahrt.
Beim Start von DirecTV 10 kam eine modifizierte Variante der Bris-M zum Einsatz. Diese hat anstelle von sechs kleinen nur noch zwei große Druckaufschlagtanks. Zusätzlich wurden die Avionik ins Innere verlagert (besserer Schutz), die Struktur der äußeren Tanks verändert und die Triebwerke verbessert.

## Technische Daten
|             | Bris-M      | Bris-KM     |
| ----------- | ----------- | ----------- |
| Vollmasse   | 21.170 kg   | 6.565 kg    |
| Leermasse   | 2.370 kg    | 1.600 kg    |
| Treibstoff  | N2O4 / UDMH | N2O4 / UDMH |
| Schub       | 19,62 kN    | 20 kN       |
| Länge       | 2,61 m      | 2,9 m       |
| Durchmesser | 4,1 m       | 2,5 m       |